# Wallace Bryant (arquero)
Wallace Bryant (Melrose, 19 de diciembre de 1863-Gloucester, 2 de mayo de 1953) fue un deportista estadounidense que compitió en tiro con arco, en la modalidad de arco recurvo. Fue hermano del también arquero George Bryant.
Participó en los Juegos Olímpicos de San Luis 1904, obteniendo una medalla de bronce en la prueba por equipo.

## Palmarés internacional
| Juegos Olímpicos | Juegos Olímpicos          | Juegos Olímpicos  | Juegos Olímpicos |
| Año              | Lugar                     | Medalla           | Prueba           |
| ---------------- | ------------------------- | ----------------- | ---------------- |
| 1904             | San Luis (Estados Unidos) | Medalla de bronce | Equipo           |